# Eintracht Frankfurt 2016-2017
Questa voce raccoglie le informazioni riguardanti l'Eintracht Frankfurt nelle competizioni ufficiali della stagione calcistica 2016-2017.

## Stagione
Nella stagione 2016-2017 l'Eintracht Francoforte, allenato da Niko Kovač, concluse il campionato di Bundesliga al 11º posto. In coppa di Germania l'Eintracht Francoforte perse la finale con il Borussia Dortmund.

## Organigramma societario
Area tecnica
- Allenatore: Niko Kovač
- Allenatore in seconda: Marcel Daum, Robert Kovač, Armin Reutershahn
- Preparatore dei portieri: Manfred Petz
- Preparatori atletici: Klaus Luisser, Martin Spohrer, Maik Liesbrock

## Rosa
| N. |                        | Ruolo | Calciatore       |
| -- | ---------------------- | ----- | ---------------- |
| 34 | Germania (bandiera)    | P     | Leon Bätge       |
| 1  | Finlandia (bandiera)   | P     | Lukáš Hrádecký   |
| 13 | Austria (bandiera)     | P     | Heinz Lindner    |
| 19 | Argentina (bandiera)   | D     | David Abraham    |
| 26 | Germania (bandiera)    | D     | Deji Beyreuther  |
| 22 | Stati Uniti (bandiera) | D     | Timothy Chandler |
| 15 | Giamaica (bandiera)    | D     | Michael Hector   |
| 35 | Germania (bandiera)    | D     | Noel Knothe      |
| 6  | Germania (bandiera)    | D     | Bastian Oczipka  |
| 29 | Ecuador (bandiera)     | D     | Anderson Ordóñez |
| 2  | Germania (bandiera)    | D     | Yanni Regäsel    |
| 4  | Germania (bandiera)    | D     | Marco Russ       |
| 33 | Israele (bandiera)     | D     | Taleb Tawatha    |
| 5  | Spagna (bandiera)      | D     | Vallejo          |
| 3  | Uruguay (bandiera)     | D     | Guillermo Varela |
| 36 | Germania (bandiera)    | D     | Furkan Zorba     |

| N. |                     | Ruolo | Calciatore         |
| -- | ------------------- | ----- | ------------------ |
| 28 | Germania (bandiera) | C     | Aymen Barkok       |
| 18 | Germania (bandiera) | C     | Max Besuschkow     |
| 37 | Germania (bandiera) | C     | Miguel Blanco      |
| 7  | Germania (bandiera) | C     | Danny Blum         |
| 10 | Messico (bandiera)  | C     | Marco Fabián       |
| 11 | Serbia (bandiera)   | C     | Mijat Gaćinović    |
| 20 | Giappone (bandiera) | C     | Makoto Hasebe      |
| 39 | Spagna (bandiera)   | C     | Mascarell          |
| 25 | Serbia (bandiera)   | C     | Slobodan Medojević |
| 21 | Germania (bandiera) | C     | Marc Stendera      |
| 31 | Svezia (bandiera)   | A     | Branimir Hrgota    |
| 14 | Germania (bandiera) | A     | Alexander Meier    |
| 17 | Croazia (bandiera)  | A     | Ante Rebić         |
| 9  | Svizzera (bandiera) | A     | Haris Seferović    |
| 30 | Svizzera (bandiera) | A     | Shani Tarashaj     |
| 24 | Germania (bandiera) | A     | Marius Wolf        |

## Risultati

### Bundesliga

#### Girone di andata
| Arbitro: | Stark |

|           |           |  |
| Meier 13’ | Marcatori |  |

| Arbitro: | Zwayer |

|            |           |  |
| Sirigu 90’ | Marcatori |  |

| Arbitro: | Dingert |

|                      |           |               |
| Meier 53’ Fabián 79’ | Marcatori | 60’ Hernández |

| Arbitro: | Stegemann |

|  |           |                         |
|  | Marcatori | 45’ Abraham 50’ Oczipka |

| Arbitro: | Brych |

|                                 |           |                                      |
| Fabián 39’ Meier 45’ Hector 90’ | Marcatori | 19’ (rig.), 58’ Ibišević 65’ Esswein |

| Arbitro: | Fritz |

|          |           |  |
| Grifo 4’ | Marcatori |  |

| Arbitro: | Dankert |

|                       |           |                        |
| Huszti 43’ Fabián 78’ | Marcatori | 10’ Robben 62’ Kimmich |

| Arbitro: | Perl |

|  |           |                                              |
|  | Marcatori | 35’ (aut.) Holtby 60’ Tarashaj 69’ Seferović |

| Mönchengladbach 28 ottobre 2016, ore 20:30 CEST 9ª giornata | Borussia M'gladbach | 0 – 0 referto | Eintracht Francoforte | Borussia-Park (54 014 spett.)\| Arbitro: \| Zwayer \| |
| Arbitro:                                                    | Zwayer              |               |                       |                                                       |

| Arbitro: | Aytekin |

|              |           |  |
| Gaćinović 5’ | Marcatori |  |

| Arbitro: | Kampka |

|                |           |                      |
| Grillitsch 38’ | Marcatori | 52’ Meier 90’ Barkok |

| Arbitro: | Stark |

|                          |           |                |
| Huszti 46’ Seferović 79’ | Marcatori | 77’ Aubameyang |

| Arbitro: | Stegemann |

|        |           |            |
| Ji 34’ | Marcatori | 11’ Hrgota |

| Francoforte sul Meno 9 dicembre 2016, ore 20:30 CET 14ª giornata | Eintracht Francoforte | 0 – 0 referto | Hoffenheim | Commerzbank-Arena (47 000 spett.)\| Arbitro: \| Dingert \| |
| Arbitro:                                                         | Dingert               |               |            |                                                            |

| Arbitro: | Brych |

|           |           |  |
| Bruma 33’ | Marcatori |  |

| Arbitro: | Perl |

|                            |           |  |
| Hrgota 18’, 85’ Barkok 73’ | Marcatori |  |

| Arbitro: | Aytekin |

|                                          |           |  |
| Compper 6’ Werner 45’ Vallejo 67’ (aut.) | Marcatori |  |

#### Girone di ritorno
| Arbitro: | Hartmann |

|  |           |           |
|  | Marcatori | 33’ Meier |

| Arbitro: | Gräfe |

|                             |           |  |
| Hasebe 74’ (rig.) Rebić 83’ | Marcatori |  |

| Arbitro: | Cortus |

|                               |           |  |
| Hernández 5’, 63’ Volland 78’ | Marcatori |  |

| Arbitro: | Winkmann |

|  |           |                              |
|  | Marcatori | 26’ Brégerie 69’ (rig.) Groß |

| Arbitro: | Stegemann |

|                         |           |  |
| Ibišević 52’ Darida 83’ | Marcatori |  |

| Arbitro: | Perl |

|            |           |                        |
| Hrgota 11’ | Marcatori | 25’, 59’ Niederlechner |

| Arbitro: | Schmidt |

|                                |           |  |
| Lewandowski 38’, 55’ Costa 41’ | Marcatori |  |

| Francoforte sul Meno 18 marzo 2017, ore 18:30 CET 25ª giornata | Eintracht Francoforte | 0 – 0 referto | Amburgo | Commerzbank-Arena (51 500 spett.)\| Arbitro: \| Cortus \| |
| Arbitro:                                                       | Cortus                |               |         |                                                           |

| Francoforte sul Meno 1º aprile 2017, ore 18:30 CEST 26ª giornata | Eintracht Francoforte | 0 – 0 referto | Borussia M'gladbach | Commerzbank-Arena (51 500 spett.)\| Arbitro: \| Osmers \| |
| Arbitro:                                                         | Osmers                |               |                     |                                                           |

| Arbitro: | Stark |

|           |           |  |
| Jojić 53’ | Marcatori |  |

| Arbitro: | Dankert |

|                                 |           |                           |
| Gaćinović 48’ Fabián 73’ (rig.) | Marcatori | 37’ Junuzović 43’ Bartels |

| Arbitro: | Hartmann |

|                                             |           |            |
| Reus 3’ Papastathopoulos 34’ Aubameyang 86’ | Marcatori | 29’ Fabián |

| Arbitro: | Zwayer |

|                           |           |               |
| Fabián 78’, 87’ Rebić 90’ | Marcatori | 9’ Gouweleeuw |

| Arbitro: | Perl |

|            |           |  |
| Hübner 90’ | Marcatori |  |

| Arbitro: | Gräfe |

|  |           |                      |
|  | Marcatori | 48’ Didavi 63’ Gómez |

| Arbitro: | Fritz |

|                                                    |           |                          |
| Córdoba 60’ Bell 62’ Mutō 76’ de Blasis 90’ (rig.) | Marcatori | 42’ Hrgota 50’ Seferović |

| Arbitro: | Brych |

|                      |           |                          |
| Vallejo 83’ Blum 90’ | Marcatori | 25’ Sabitzer 56’ Poulsen |

### Coppa di Germania
| Arbitro: | Schmidt |

|                                                       |                      |                                           |
| Hammann 86’                                           | Marcatori            | 7’ Hrgota                                 |
| Hammann Puttkammer Müller Exslager Beck Löhmannsröben | Tiri di rigore 3 – 4 | Meier Huszti Hasebe Mascarell Blum Varela |

| Arbitro: | Osmers |

|                                 |                      |                         |
| Huszti Oczipka Mascarell Hasebe | Tiri di rigore 4 – 1 | Cohen Brégerie Hartmann |

| Arbitro: | Kampka |

|            |           |                           |
| Harnik 57’ | Marcatori | 62’ Tawatha 66’ Seferović |

| Arbitro: | Zwayer |

|         |           |  |
| Blum 6’ | Marcatori |  |

| Arbitro: | Aytekin |

|                                                               |                      |                                                              |
| Hofmann 45’                                                   | Marcatori            | 15’ Tawatha                                                  |
| Stindl Herrmann Hahn Strobl Bénes Vestergaard Christensen Sow | Tiri di rigore 6 – 7 | Oczipka Hector Gaćinović Fabián Russ Seferović Varela Hrgota |

| Arbitro: | Aytekin |

|           |           |                                  |
| Rebić 29’ | Marcatori | 8’ Dembélé 67’ (rig.) Aubameyang |

## Statistiche

### Statistiche di squadra
| Competizione      | Punti | In casa | In casa | In casa | In casa | In casa | In casa | In trasferta | In trasferta | In trasferta | In trasferta | In trasferta | In trasferta | Totale | Totale | Totale | Totale | Totale | Totale | DR |
| Competizione      | Punti | G       | V       | N       | P       | Gf      | Gs      | G            | V            | N            | P            | Gf           | Gs           | G      | V      | N      | P      | Gf     | Gs     | DR |
| ----------------- | ----- | ------- | ------- | ------- | ------- | ------- | ------- | ------------ | ------------ | ------------ | ------------ | ------------ | ------------ | ------ | ------ | ------ | ------ | ------ | ------ | -- |
| Bundesliga        | 42    | 17      | 7       | 7       | 3       | 24      | 18      | 17           | 4            | 2            | 11           | 12           | 25           | 34     | 11     | 9      | 14     | 36     | 43     | -7 |
| Coppa di Germania | -     | 3       | 1       | 1       | 1       | 2       | 2       | 3            | 1            | 2            | 0            | 4            | 3            | 6      | 2      | 3      | 1      | 6      | 5      | +1 |
| Totale            | -     | 20      | 8       | 8       | 4       | 26      | 20      | 20           | 5            | 4            | 11           | 16           | 28           | 40     | 13     | 12     | 15     | 42     | 48     | -6 |

### Andamento in campionato
| Giornata  | 1 | 2 | 3 | 4 | 5 | 6 | 7 | 8 | 9 | 10 | 11 | 12 | 13 | 14 | 15 | 16 | 17 | 18 | 19 | 20 | 21 | 22 | 23 | 24 | 25 | 26 | 27 | 28 | 29 | 30 | 31 | 32 | 33 | 34 |
| --------- | - | - | - | - | - | - | - | - | - | -- | -- | -- | -- | -- | -- | -- | -- | -- | -- | -- | -- | -- | -- | -- | -- | -- | -- | -- | -- | -- | -- | -- | -- | -- |
| Luogo     | C | T | C | T | C | T | C | T | T | C  | T  | C  | T  | C  | T  | C  | T  | T  | C  | T  | C  | T  | C  | T  | C  | C  | T  | C  | T  | C  | T  | C  | T  | C  |
| Risultato | V | P | V | V | N | P | N | V | N | V  | V  | V  | N  | N  | P  | V  | P  | V  | V  | P  | P  | P  | P  | P  | N  | N  | P  | N  | P  | V  | P  | P  | P  | N  |
| Posizione | 7 | 9 | 7 | 4 | 5 | 8 | 8 | 7 | 7 | 7  | 7  | 4  | 5  | 5  | 6  | 4  | 6  | 3  | 3  | 3  | 5  | 6  | 6  | 6  | 7  | 7  | 8  | 9  | 10 | 9  | 11 | 11 | 11 | 11 |

Legenda:

Luogo: C = Casa; T = Trasferta. Risultato: V = Vittoria; N = Pareggio; P = Sconfitta.

### Statistiche dei giocatori
| Giocatore     | Bundesliga | Bundesliga | Bundesliga  | Bundesliga | Coppa di Germania | Coppa di Germania | Coppa di Germania | Coppa di Germania | Totale   | Totale | Totale      | Totale     |
| Giocatore     | Presenze   | Reti       | Ammonizioni | Espulsioni | Presenze          | Reti              | Ammonizioni       | Espulsioni        | Presenze | Reti   | Ammonizioni | Espulsioni |
| ------------- | ---------- | ---------- | ----------- | ---------- | ----------------- | ----------------- | ----------------- | ----------------- | -------- | ------ | ----------- | ---------- |
| L. Bätge      | -          | -          | -           | -          | -                 | -                 | -                 | -                 | -        | -      | -           | -          |
| L. Hrádecký   | 33         | 0          | 2           | 1          | 6                 | 0                 | 1                 | 0                 | 39       | 0      | 3           | 1          |
| H. Lindner    | 2          | 0          | 0           | 0          | -                 | -                 | -                 | -                 | 2        | 0      | 0           | 0          |
| D. Abraham    | 30         | 1          | 5           | 1          | 6                 | 0                 | 1                 | 0                 | 36       | 1      | 6           | 1          |
| D. Beyreuther | -          | -          | -           | -          | -                 | -                 | -                 | -                 | -        | -      | -           | -          |
| T. Chandler   | 32         | 0          | 6           | 1          | 6                 | 0                 | 0                 | 0                 | 38       | 0      | 6           | 1          |
| M. Hector     | 22         | 1          | 4           | 1          | 5                 | 0                 | 0                 | 1                 | 27       | 1      | 4           | 2          |
| N. Knothe     | -          | -          | -           | -          | -                 | -                 | -                 | -                 | -        | -      | -           | -          |
| B. Oczipka    | 33         | 1          | 5           | 0          | 5                 | 0                 | 0                 | 0                 | 38       | 1      | 5           | 0          |
| A. Ordóñez    | 4          | 0          | 0           | 0          | -                 | -                 | -                 | -                 | 4        | 0      | 0           | 0          |
| Y. Regäsel    | -          | -          | -           | -          | 1                 | 0                 | 0                 | 0                 | 1        | 0      | 0           | 0          |
| M. Russ       | 4          | 0          | 1           | 0          | 2                 | 0                 | 0                 | 0                 | 6        | 0      | 1           | 0          |
| T. Tawatha    | 14         | 0          | 0           | 0          | 5                 | 2                 | 0                 | 0                 | 19       | 2      | 0           | 0          |
| Vallejo       | 25         | 1          | 4           | 0          | 2                 | 0                 | 0                 | 0                 | 27       | 1      | 4           | 0          |
| G. Varela     | 7          | 0          | 1           | 0          | 3                 | 0                 | 2                 | 0                 | 10       | 0      | 3           | 0          |
| F. Zorba      | -          | -          | -           | -          | -                 | -                 | -                 | -                 | -        | -      | -           | -          |
| A. Barkok     | 18         | 2          | 1           | 0          | 1                 | 0                 | 0                 | 0                 | 19       | 2      | 1           | 0          |
| M. Besuschkow | 3          | 0          | 1           | 0          | 1                 | 0                 | 0                 | 0                 | 4        | 0      | 1           | 0          |
| M. Blanco     | -          | -          | -           | -          | -                 | -                 | -                 | -                 | -        | -      | -           | -          |
| D. Blum       | 14         | 1          | 0           | 0          | 4                 | 1                 | 0                 | 0                 | 18       | 2      | 0           | 0          |
| M. Fabián     | 24         | 7          | 10          | 0          | 3                 | 0                 | 1                 | 1                 | 27       | 7      | 11          | 1          |
| M. Gaćinović  | 28         | 2          | 9           | 0          | 6                 | 0                 | 2                 | 0                 | 34       | 2      | 11          | 0          |
| M. Hasebe     | 22         | 1          | 2           | 0          | 3                 | 0                 | 1                 | 0                 | 25       | 1      | 3           | 0          |
| Mascarell     | 28         | 0          | 13          | 0          | 5                 | 0                 | 2                 | 0                 | 33       | 0      | 15          | 0          |
| S. Medojević  | -          | -          | -           | -          | 1                 | 0                 | 0                 | 0                 | 1        | 0      | 0           | 0          |
| M. Stendera   | 2          | 0          | 0           | 0          | -                 | -                 | -                 | -                 | 2        | 0      | 0           | 0          |
| B. Hrgota     | 28         | 5          | 2           | 0          | 2                 | 1                 | 0                 | 0                 | 30       | 6      | 2           | 0          |
| A. Meier      | 21         | 5          | 1           | 0          | 4                 | 0                 | 0                 | 0                 | 25       | 5      | 1           | 0          |
| A. Rebić      | 24         | 2          | 10          | 0          | 4                 | 1                 | 1                 | 0                 | 28       | 3      | 11          | 0          |
| H. Seferović  | 25         | 3          | 1           | 1          | 4                 | 1                 | 0                 | 0                 | 29       | 4      | 1           | 1          |
| S. Tarashaj   | 13         | 1          | 1           | 0          | 2                 | 0                 | 0                 | 0                 | 15       | 1      | 1           | 0          |
| M. Wolf       | 3          | 0          | 1           | 0          | 1                 | 0                 | 0                 | 0                 | 4        | 0      | 1           | 0          |
| S. Huszti     | 15         | 2          | 3           | 1          | 2                 | 0                 | 0                 | 0                 | 17       | 2      | 3           | 1          |
| L. Castaignos | 1          | 0          | 0           | 0          |                   |                   |                   |                   |          |        |             |            |